# مركبة قتالية مدرعة

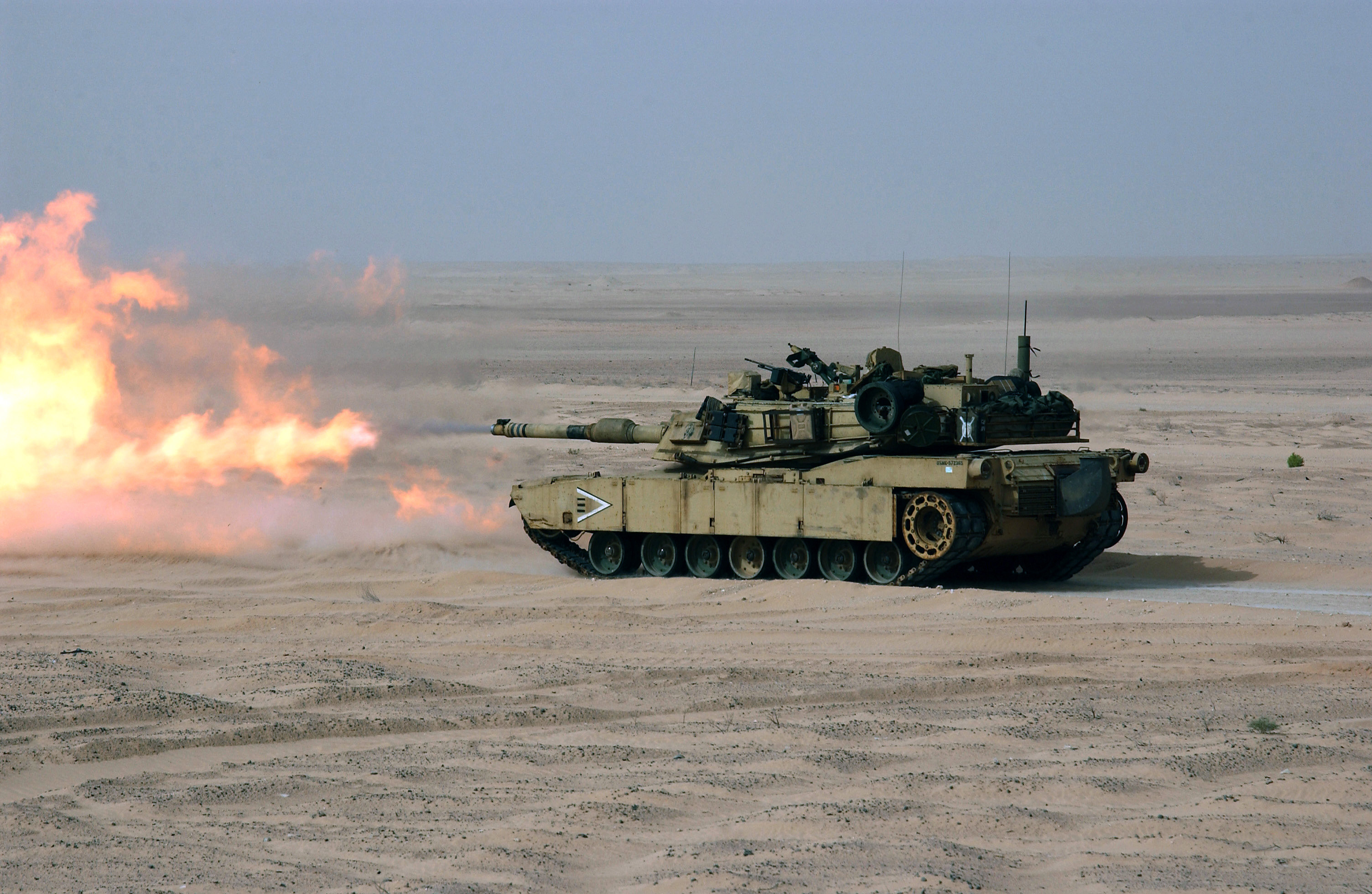
دبابات القتال الرئيسية أحد أهم مركبات القتال المدرعة.

مركبة قتالية المدرعة هي مركبة ذات بدن مقاوم لاختراق المقذوفات النارية ومسلحة بمدفع أو رشاش آلي إضافة إلى الأسلحة المساندة، مركبات القتال المدرعة تستخدم أما للنقل كناقلات الجند المدرعة أو للقتال المباشر مثل الدبابات ومركبات المشاة القتالية، ويمكن أن تكون مركبات القتال المدرعة مجنزرة أو مدولبة.

## التاريخ

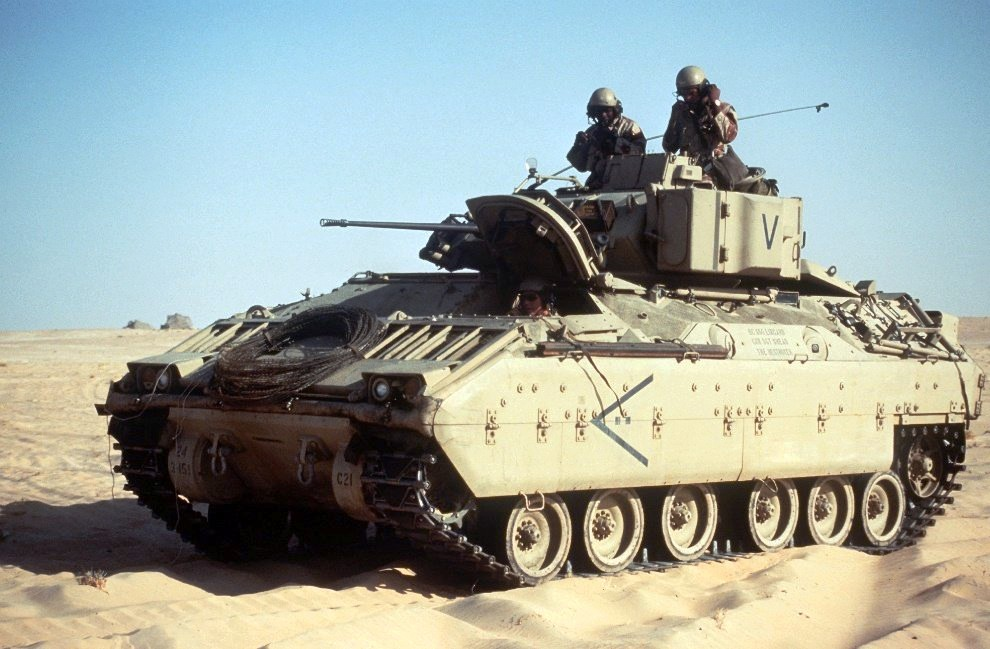
مركبة مشاة قتالية أم2 برادلي.

لعبت مركبات القتال المدرعة دوراً بارزاً في العديد من الحروب والصراعات ومنذ ظهورها الأول على مسرح العمليات الحربية في الحرب العالمية الأولى فقد شهدت تطوراً متسارعاً حتى الحرب العالمية الثانية إذ برع الألمان في استخدام تكتيكات حربية في استخدام العربات المدرعة وظهر آن ذاك أهمية التفكير في هذا السلاح وما يمثله من بديل منطقي لسلاح الفرسان، حيث تعتبر المركبات المدرعة الآن جزء لا غنى عنه في تشكيلات أي جيش حديث.
وفي الوقت الحاضر تم إدخال العديد من التطويرات المهمة على هذا السلاح وعلى العديد من الأصعدة أهمها السرعة، التدريع، القوة النارية والتصويب، حيث تم تزويد هذه المركبات بمدافع ذات عيارات مختلفة وبمدافع رشاشة وأحياناً بصواريخ قصيرة إلى متوسطة المدى وقاذفات رمانات واللهب، كذلك تم تزويدها مؤخراً بآليات دفاع ضد القاذفات الصاروخية وآليات تحديد أهداف متطورة.

## معرض صور

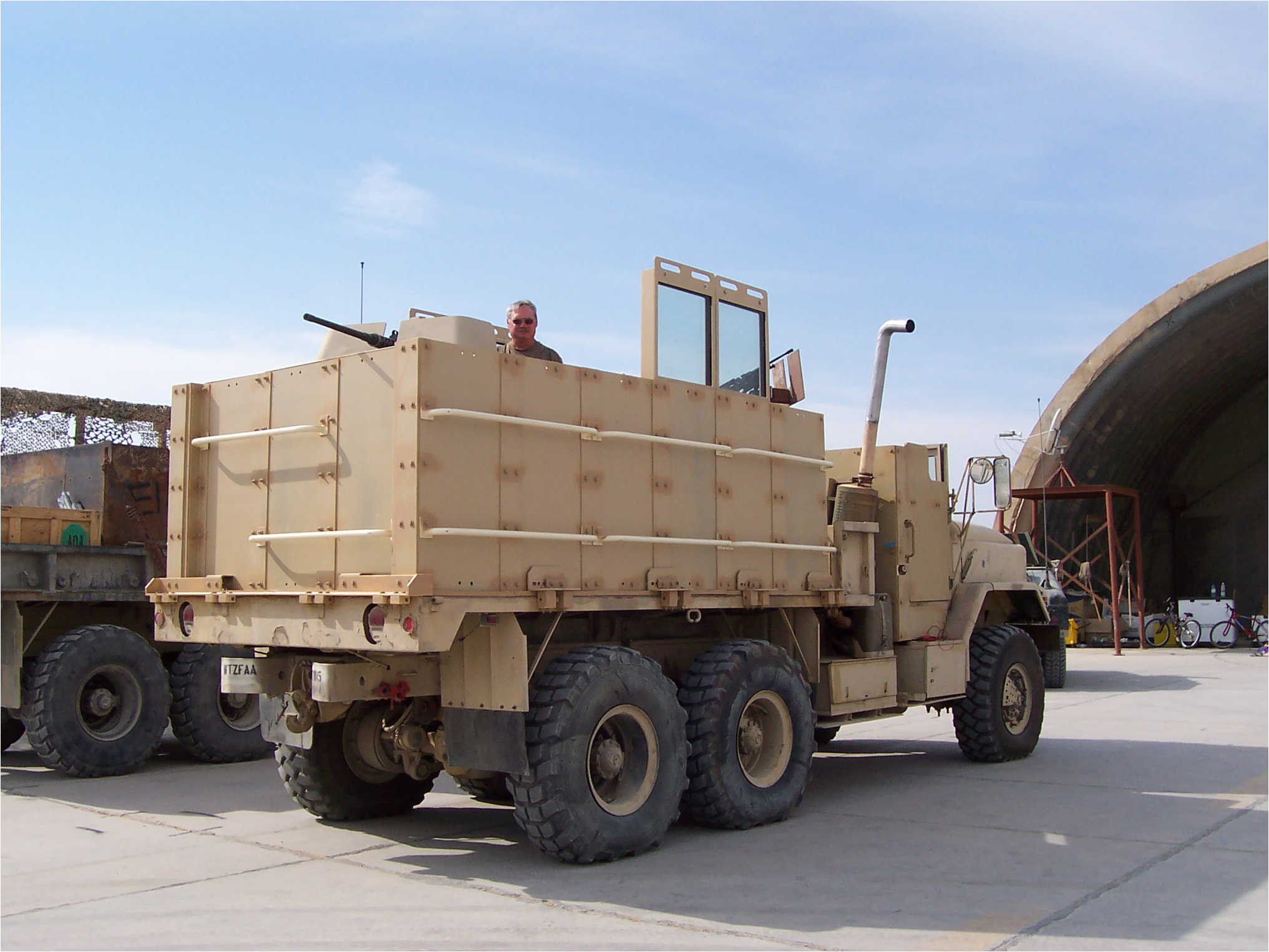
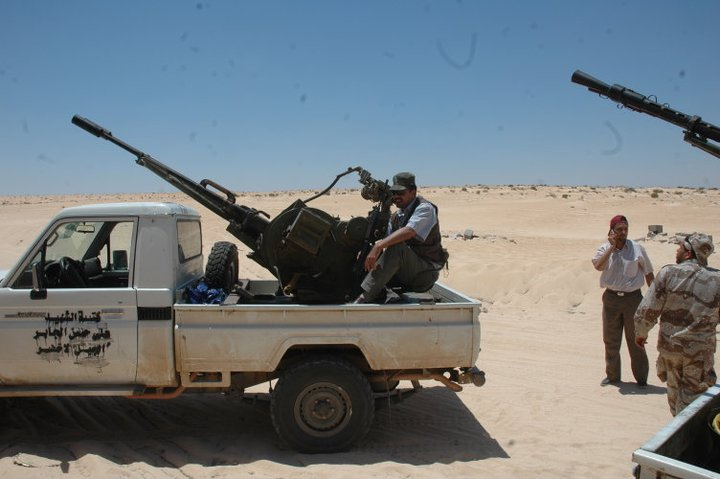